# Aitzaz Hasan
Aitzaz  Hasan Bangash (em urdu:  اعتزاز حسن بنگش‎ c. 1998 - Hangu, 6 de janeiro de 2014) foi um menino de uma escola paquistanesa do distrito de Hangu, na província de Khyber Pakhtunkhwa, que morreu enquanto impedia um homem-bomba de entrar na escola de 2.000 estudantes na aldeia de Hangu, em 6 de janeiro de 2014.
A ação de Aitzaz para salvar seus colegas de classe conquistou os corações do Paquistão, e ele foi saudado como um shahīd (mártir) e herói nacional. Por seu ato, o escritório do primeiro-ministro do Paquistão, Nawaz Sharif, havia aconselhado o presidente Mamnoon Husain a conferir a Aitzaz Hasan o alto prêmio civil de Sitara-e-Shujaat (estrela da bravura). Ele foi nomeado Pessoa do Ano do Herald em 2014.

## Vida
O pai de Aitzaz Hasan é Mujahid Ali, que estava nos Emirados Árabes Unidos no momento do ataque. Era típico que homens nessa região empobrecida viajassem para o exterior, incluindo a região do Golfo, para sustentar suas famílias. Sua outra família incluía mãe, irmão e duas irmãs. Aitzaz Hasan estava no 9º ano da escola Ibrahim Zai. O primo de Hasan, Mudassir Bangash, o descreveu como um aluno talentoso que se destacou em todas as atividades extracurriculares.
A área onde Aitzaz Hasan viveu é o lar de muitos muçulmanos xiitas, muitos dos quais foram mortos pelo Talibã. O adolescente era conhecido por criticar abertamente grupos sunitas radicais armados.

## Morte
Em 6 de janeiro de 2014, Aitzaz estava do lado de fora do portão da escola do governo, Ibrahimzai, em Hangu, com dois outros colegas de escola. Aitzaz não tinha sido autorizado a comparecer à assembléia da manhã devido ao atraso naquele dia. Alegadamente, nessa época, um homem de 20 a 25 anos se aproximou do portão e afirmou que estava lá para "admitir". Um dos estudantes notou um detonador no colete do homem, quando os colegas de Aitzaz correram para dentro enquanto Aitzaz enfrentava o homem-bomba, que depois detonou o colete.
Segundo outros relatos, Aitzaz estava a caminho da escola quando viu uma pessoa suspeita. Quando Aitzaz tentou impedi-lo, ele começou a andar mais rápido em direção à escola. Na tentativa de deter o homem-bomba, Aitzaz jogou uma pedra que não o atingiu. Então Aitzaz correu em direção à pessoa e o agarrou, levando o homem-bomba a detonar seu colete carregado de explosivos.
Aitzaz morreu no local. Nenhum outro aluno foi prejudicado. O ato de Aitzaz assim salvou a vida de centenas de estudantes. Dezenas de pessoas compareceram ao seu funeral para prestar homenagem.

## Consequência
O pai de Aitzaz disse que seu filho fez um sacrifício para salvar a vida de outras pessoas: "Meu filho fez sua mãe chorar, mas salvou centenas de mães de chorar por seus filhos". Dezenas de pessoas compareceram ao seu funeral para prestar homenagem. Uma coroa de flores foi colocada no túmulo de Aitzaz Hasan em nome do chefe do Exército Paquistanês. A história de Aitzaz levou a uma manifestação de emoções na televisão e nas mídias sociais, onde a hashtag #onemillionaitzazs tendia no Twitter. Uma página do Facebook foi criada em homenagem ao seu ato.
O grupo Lashkar-e-Jhangvi assumiu a responsabilidade pelo ataque.
O ministro da Informação da província de Khyber Pakhtunkhwa, Shah Farman, disse que Aitzaz era um "verdadeiro herói e verdadeira face do povo de Khyber Pakhtunkhwa".
O chefe do Estado - Maior do Paquistão, Raheel Sharif, disse que Aitzaz Hasan é "um herói nacional, que sacrificou o seu hoje pelo nosso amanhã".
Malala Yousafzai, ativista paquistanesa de educação para adolescentes e ganhadora do Prêmio Nobel da Paz de 2014, descreveu Aitzaz como "bravo e corajoso" e disse que "sua bravura nunca deve ser esquecida". Ela prometeu doar 5.000 libras para a família de Hasan.
Jamiat Ulema-e-Islam (F), liderado por Fazal-ur-Rehman, descreveu Aitzaz como um "Mujahid" e disse que "ele é um símbolo de resistência ao terrorismo".
Em 12 de janeiro, o presidente do Paquistão Tehreek-e-Insaf (PTI) Imran Khan anunciou a criação de um fundo fiduciário para a família de Aitzaz Hassan. Ele também disse que estabelecerá um Fundo Aitizaz Hasan. Em 14 de janeiro, os representantes governamentais provinciais anunciou um Rs pacote de 5 milhões para a família do adolescente e renomeou sua escola como o "Aitzaz Hasan Shaheed High School".
Em 2016, um filme chamado Salute foi lançado para homenageá-lo.
Um albergue foi construído no College of EME com o nome dele.

### Prêmios e honras
Muitas pessoas exigiram que o Nishan-e-Haider, ou um prêmio semelhante, fosse concedido a Aitzaz Hasan postumamente. O escritório do primeiro-ministro do Paquistão, Nawaz Sharif, aconselhou o presidente Mamnoon Husain a conferir a Aitzaz Hasan o alto prêmio civil de Sitara-e-Shujaat (estrela da bravura) pelo governo do Paquistão. O prêmio foi recebido pela família de Aitzaz Hasan em 23 de março, dia nacional do Paquistão.
Em 12 de janeiro, a Comissão Internacional dos Direitos Humanos (IHRC) concedeu um prêmio de bravura global a Hasan.
Aitzaz foi nomeada como Pessoa do Herald do ano de 2014. O projeto anual Pessoa do Ano da Herald pretende reconhecer as pessoas no Paquistão que tiveram uma profunda influência nas notícias e que incorporaram, para o bem ou para o mal, o que era importante sobre o ano. Hasan, cujo sacrifício alcançou mais pungência após o ataque de 16 de dezembro à Escola Pública do Exército de Peshawar, emergiu como vencedor em um processo de votação de três vias que incluía votação on-line, cédulas postais e contribuições de um painel de 10 eminentes paquistaneses. Na próxima edição anual do Herald, Yousafzai - Pessoa do ano de Herald em 2014 - presta homenagem a Hasan, escrevendo: "Nosso país é abençoado com pessoas corajosas. A história de Aitzaz Hasan reflete sua confiança, coragem e bravura".